# La Fuliola
La Fuliola ist eine katalanische Gemeinde (Municipio) mit 1.238 Einwohnern (Stand: 2024) in der Provinz Lleida im Nordosten Spaniens. Sie ist Teil der Comarca Urgell. Neben dem Hauptort La Fuliola gehört die Ortschaft Boldú zur Gemeinde. 

## Lage
La Fuliola liegt etwa 36 Kilometer ostnordöstlich von Lleida in einer Höhe von ca. 275 m. 

## Einwohnerentwicklung
| 1900 | 1930 | 1950 | 1970 | 1981 | 1991 | 2001 | 2011 | 2021 |
| ---- | ---- | ---- | ---- | ---- | ---- | ---- | ---- | ---- |
| 792  | 1029 | 1330 | 1267 | 1309 | 1329 | 1251 | 1286 | 1247 |

## Sehenswürdigkeiten
- Luzienkirche in La Fuliola
- Marienkirche in Boldú

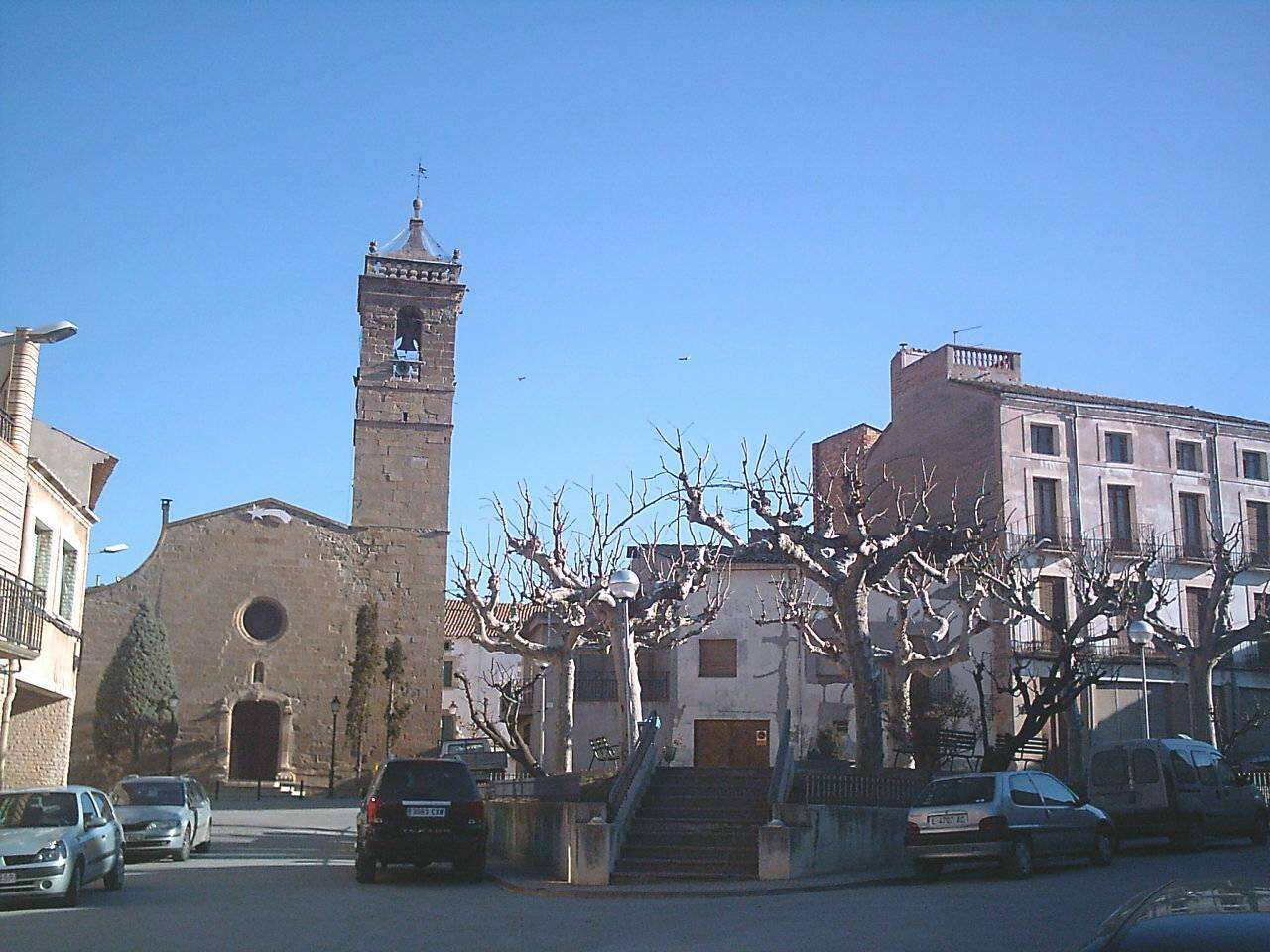
Luzienkirche
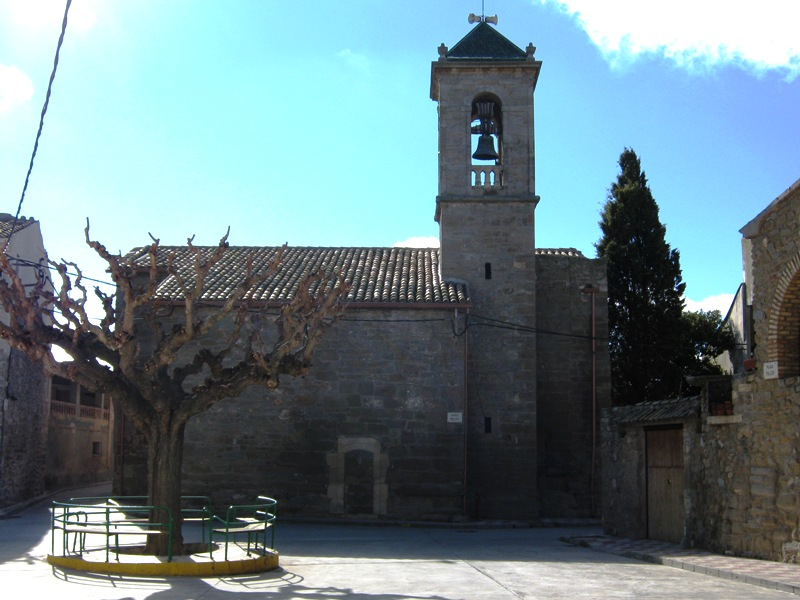
Marienkirche